# Lotorp
Lotorp  ist eine Ortschaft (tätort) in der schwedischen Provinz Östergötlands län und der historischen Provinz Östergötland.
Lotorp liegt etwa fünf Kilometer nordöstlich vom Hauptort der Gemeinde Finspång, Finspång, entfernt. Durch den Ort führt der Länsväg E 1167 und der Fluss Lotorpsån. Eine Bahnverbindung Finspång–Yxviken – hauptsächlich für den Güterverkehr – existiert seit den 1960er Jahren nicht mehr.
Die Einwohnerzahl von Lotorp schwankt schon seit Jahrzehnten zwischen 600 und 700.